# Johan Cruyff
Hendrik Johannes „Johan“ Cruyff (Johan Cruijffⓘ; niederländisch Cruijff; * 25. April 1947 in Amsterdam, Niederlande; † 24. März 2016 in Barcelona, Spanien) war ein niederländischer Fußballspieler und -trainer sowie Funktionär und Berater im Fußballsport.
Er gewann mit Ajax Amsterdam neunmal die niederländische Meisterschaft, sechsmal den niederländischen Pokal und einmal den Intertoto-Cup. Zudem gewann er dreimal den Europapokal der Landesmeister sowie zweimal den Europäischen Supercup und einmal den Weltpokal. Mit dem FC Barcelona gewann er die Spanische Meisterschaft sowie den spanischen Pokal.
Als Kapitän der niederländischen Nationalmannschaft belegte er mit ihr den zweiten Platz bei der Weltmeisterschaft 1974 sowie den dritten Platz bei der Europameisterschaft 1976.
Er wurde zweimal Torschützenkönig der Niederlande. Zudem wurde Cruyff als Spieler dreimal mit dem Ballon d’Or als „Europas Fußballer des Jahres“ ausgezeichnet, zweimal zum besten ausländischen Spieler Spaniens sowie jeweils einmal zum NASL Player of the Year sowie zum Fußballer des Jahres der Niederlande gewählt. Er wurde als Europas Fußballer des 20. Jahrhunderts ausgezeichnet. Auch wurde er in Pelés Liste FIFA 100 berücksichtigt. Er galt als begnadeter Spielmacher und war das Aushängeschild des niederländischen Fußballs. Cruyff war der Star des „totalen Fußballs“ (totaalvoetbal).
Als Trainer gewann er mit Ajax Amsterdam zweimal den Niederländischen Pokal und einmal den Europapokal der Pokalsieger. In Barcelona prägte er die von Rinus Michels initiierte Jugendakademie La Masia und formte das „Dream Team“, das erstmals den Europapokal der Landesmeister 1992 gewann. Zudem gewann er mit dem FC Barcelona viermal die spanische Meisterschaft sowie jeweils einmal den spanischen Pokal, den UEFA Super Cup und den Europapokal der Pokalsieger.

## Vereinskarriere

### Anfänge im Fußball
Hendrik Johannes Cruijff wohnte in seiner Jugend nur wenige Minuten vom Stadion De Meer entfernt, wo der Fußballklub Ajax Amsterdam seine Heimspiele austrug. Der Junge aus einfachen Verhältnissen fasste schnell den Entschluss, Fußballer zu werden, und trat im Alter von zwölf Jahren in die Ajax-Jugendabteilung ein. Dort wurden die Nachwuchsspieler nach englischem Vorbild behandelt und ausgebildet und bald bestimmte der Sport seinen gesamten Tagesablauf. Sein Vater war 1959 verstorben und Cruijff tauchte nach der Schule bei Ajax Amsterdam am Arbeitsplatz seiner Mutter unter. Er lauschte den Gesprächen der Spieler und erfuhr, dass man mit Fußball Geld verdienen kann, was seinen Wunsch, Profi zu werden, noch verstärkte. Ajax-Trainer Vic Buckingham erkannte Cruyffs Talent, aber auch die Defizite des dünnen Jungen, die fehlende Kraft und zwang ihn zum Muskelaufbautraining. Erst mit 15 Jahren war er in der Lage, einen Eckball vor das Tor zu bringen.

### Ajax Amsterdam (1964 bis 1973)

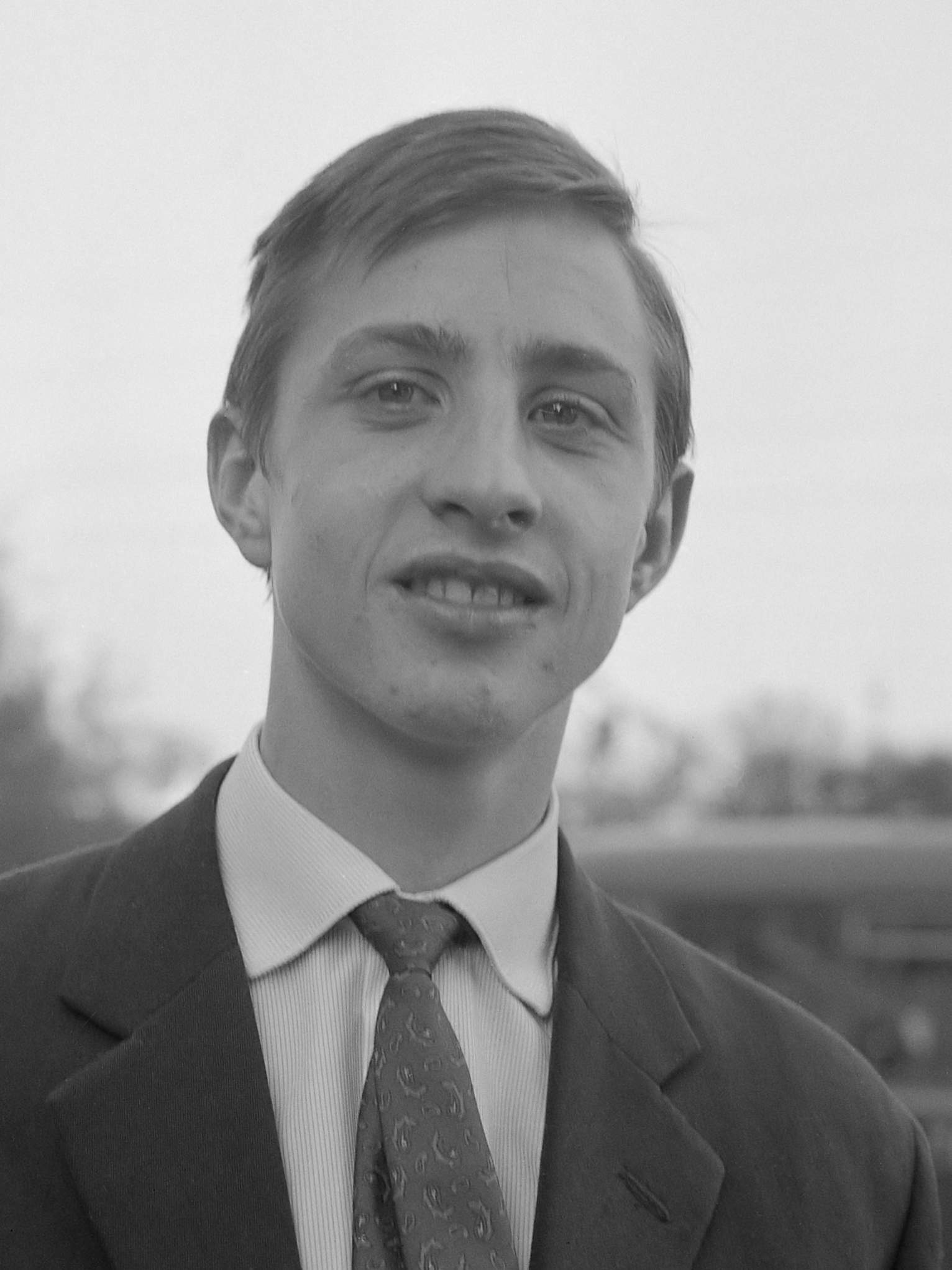
Johan Cruyff (1965)

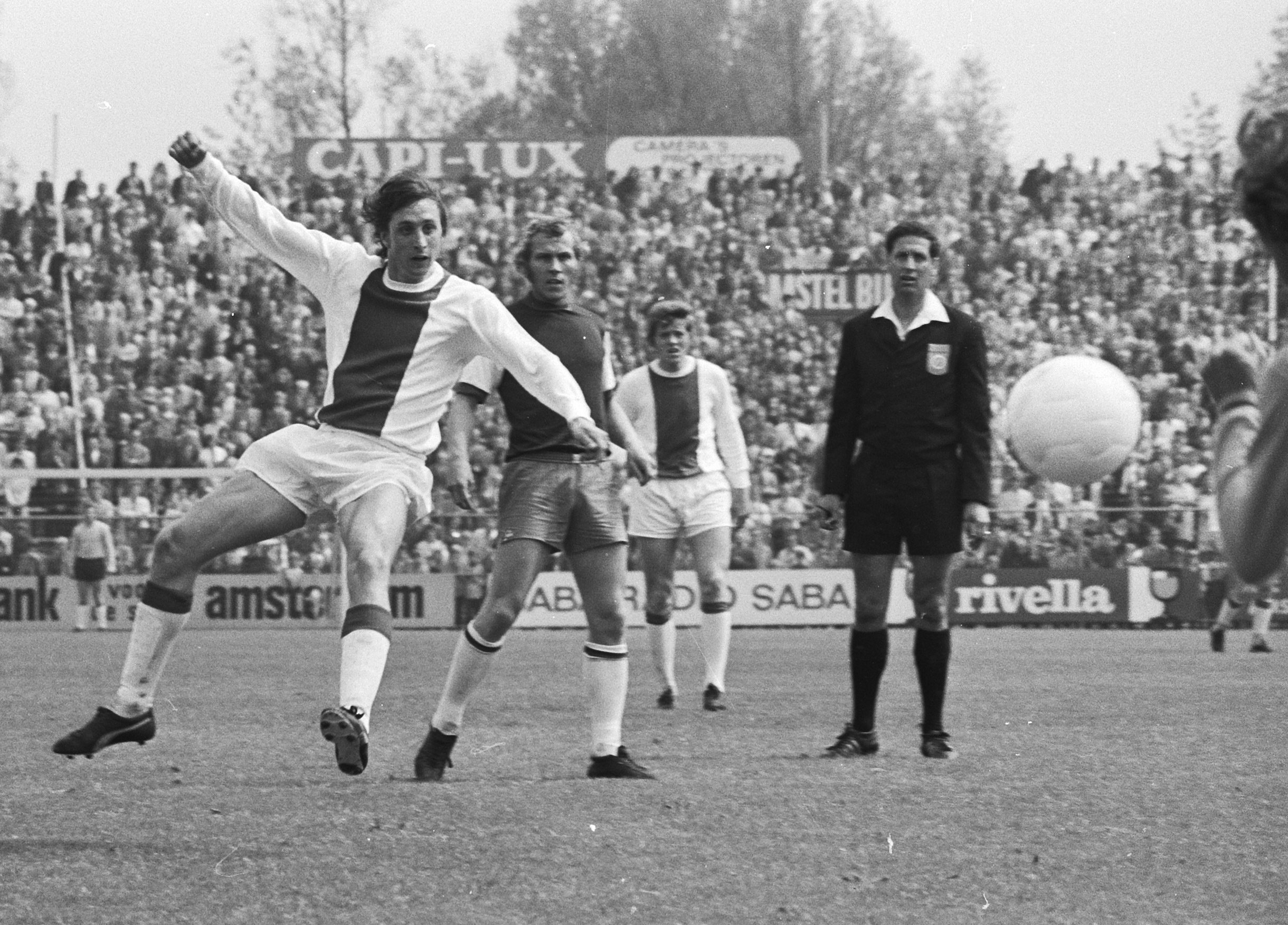
Cruyff als Ajax-Spieler

Am 15. November 1964 debütierte der 17-jährige Cruyff in der ersten Liga (Eredivisie) für Ajax Amsterdam. Bei der 1:3-Niederlage gegen GVAV Groningen (seit 1971 FC Groningen) erzielte er das einzige Tor seiner Mannschaft.
In der folgenden Saison 1965/66 wurde Cruyff Profispieler (sein monatliches Salär betrug 120 Gulden), doch in der Vorstandsetage hielt sich die Begeisterung für das Talent in Grenzen. Mit nur 60 Kilogramm Gewicht galt er nach wie vor als zu schmächtig, vor allem aber missfiel den Funktionären Cruyffs öffentlicher Zigarettenkonsum.
Als im Januar 1965 Rinus Michels neuer Cheftrainer wurde, begann für Ajax Amsterdam und Johan Cruyff eine neue Zeitrechnung. Der neue Trainer glaubte an die Fähigkeiten des Offensivallrounders, machte ihn zum Stammspieler und trimmte Cruyff durch tägliche Kraftübungen und Waldläufe. Michels krempelte die Vereinsstrukturen komplett um, als er Trainingslager und den Vollzeit-Profi einführte, betrieb mit eiserner Hand Teambuilding und revolutionierte die Taktik. Er entwickelte das Konzept des Voetbal Totaal: aggressives Pressing und ständige Formationswechsel. Die gesamte Mannschaft sollte sich in das Angriffsspiel einschalten und so den Gegner unter Druck setzen. Taktisch war der Trainer ein Verfechter des offensiven 4-3-3-Systems. Die Schaltzentrale dieses Modells war Johan Cruyff, der nominell als Mittelstürmer aufgestellt war, jedoch auf dem ganzen Spielfeld auftauchte und gleichzeitig als Spielmacher, Torjäger und Flankengeber agierte. Der elegante und leichtfüßige Ausnahmespieler war das Bindeglied zwischen Trainer und Mannschaft, der die taktischen Vorgaben Michels auf dem Feld perfekt umsetzte. Noch heute gilt das Timing seiner Pässe als nur schwer zu erreichen, weshalb ein englischer Journalist über ihn schrieb, er spiele wie der „Pythagoras des Fußballs.“
Er gewann mit Ajax 1966 den Meistertitel. Der Voetbal Totaal war etwas völlig Neues und stellte die Gegner teilweise vor unlösbare Aufgaben. So gewann Cruyff mit Amsterdam von 1966 bis 1973 sechsmal die Meisterschaft und viermal den Landespokal. Die Namen der Spieler wie Johan Neeskens, Arie Haan, Ruud Krol, Johnny Rep oder Piet Keizer standen für diese neue Art des Fußballspiels. Der unerreichte Superstar aber war Johan Cruyff.
Nach einer Hüftoperation im Frühjahr 1970 konnte Cruyff erst am 30. Oktober 1970 gegen die PSV Eindhoven wieder auflaufen. In diesem Spiel trug er zum ersten Mal seine legendäre Rückennummer 14, weil sein Teamkollege Gerrie Mühren Cruyffs übliche Nummer 9 besetzte. Ab dieser Zeit trug er nur noch die 14.
Voetbal Totaal setzte sich auch international durch: 1969 unterlag Ajax noch im Finale des Europapokals der Landesmeister mit 1:4 gegen den AC Mailand, doch zwei Jahre später wurde Panathinaikos Athen geschlagen, und die Ajaciden setzten sich Europas Fußballkrone auf. Der bisher zweitklassige niederländische Fußball war aus seinem Schlaf erwacht.
Auch als Trainer Michels nach diesem Triumph zum FC Barcelona wechselte, rissen die Erfolge nicht ab. Unter Nachfolger Ștefan Kovács gewann die Mannschaft zweimal in Folge den Europapokal: 1972 wurde Inter Mailand mit 2:0 besiegt (beide Tore durch Cruyff) und 1973 Juventus Turin mit 1:0. Ajax war die weltbeste Vereinsmannschaft, gewann den europäischen Supercup (1972 und 1973) und den Weltpokal 1972 gegen Independiente Avellaneda. Seit den „Königlichen“ von Real Madrid hatte keine Mannschaft Europas Fußball so dominiert wie Amsterdam unter „König Johan“, der 1971, 1973 und 1974 mit dem Ballon d’Or als „Europas Fußballer des Jahres“ ausgezeichnet wurde.

### Wechsel zum FC Barcelona (1973)
Im Sommer 1973 öffnete die spanische Liga ihre Grenzen für ausländische Profis. Barça-Trainer Michels wollte seinen Musterschüler verpflichten, um so seine Fußballphilosophie zu importieren. Mit diesem Anliegen stieß er bei Ajax nicht auf taube Ohren. Das Verhältnis Cruyff-Ajax war gestört. Der neue Trainer Georg Knobel ließ den Kapitän von der Mannschaft wählen, und die unbedeutenden Spieler im Kader rieben sich an der arroganten Dominanz des Superstars. Sie wählten ihn ab und bestimmten Piet Keizer zum neuen Spielführer, womit für den beleidigten Cruyff klar war, dass er den Klub wechseln wollte. Der Vorstand stand diesem Vorhaben nicht im Wege, winkte doch eine beträchtliche Ablösesumme, und man glaubte, auch ohne Cruyff stark genug zu sein.
Cruyffs Manager, Schwiegervater Cor Coster, vertrat den Star bei den Vertragsverhandlungen und fädelte den bis dahin größten Transfer in der Fußballgeschichte ein. Für die Ablösesumme von 3,7 Millionen DM wechselte Cruyff zum FC Barcelona, der ihm für drei Jahre 2,35 Millionen DM (plus Prämien) zahlte und eine Dienstvilla bereitstellte. Der Spieler selbst erklärte, er habe sich für die Katalanen und gegen Real Madrid entschieden, da er nicht für einen Klub spielen könne, der mit dem spanischen Diktator Franco assoziiert wurde.
Nachdem auch der niederländische Verband KNVB endlich seine Zustimmung gegeben hatte (Cruyff hatte zwischenzeitlich damit gedroht, seine Karriere zu beenden, sollte man ihn nicht nach Spanien ziehen lassen), traf Cruyff im Oktober 1973 in Barcelona ein.

### FC Barcelona (1973 bis 1978)

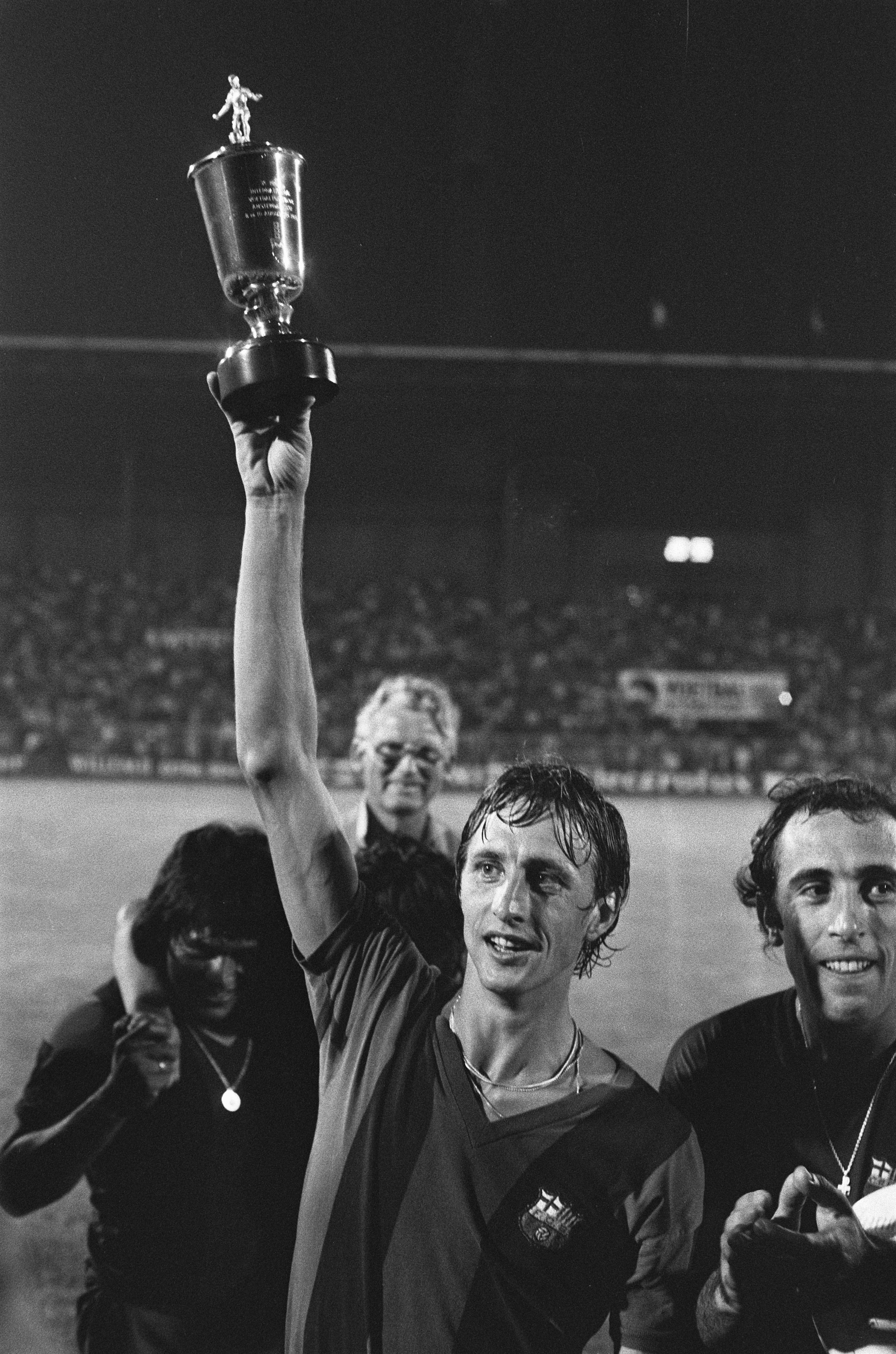
Cruyff im Trikot des FC Barcelona (1975)

Aufgrund der Transfer-Problematik konnte Cruyff erst am 7. Spieltag der Saison 1973/74 für Barça auflaufen, die zu diesem Zeitpunkt den vorletzten Tabellenplatz belegten. Am 28. Oktober 1973 bestritt er gegen den FC Granada sein erstes Ligaspiel und traf beim 4:0-Sieg doppelt. Cruyffs Spiel war der Mentalität der Katalanen sowie der Mannschaft auf den Leib geschneidert. Die Wende war eingeleitet, und sein Debüt sollte der Auftakt zu einer Serie von 24 ungeschlagenen Spielen (18 Siege, sechs Unentschieden) sein. Durch seine Tempowechsel, seinen Variantenreichtum und seine Kreativität belebte der Niederländer das Spiel Barças, und bald stand die Mannschaft an der Tabellenspitze. Die Krönung erfolgte schließlich im Februar 1974, als Real Madrid von Barcelona im Estadio Santiago Bernabéu mit 0:5 gedemütigt wurde. Die Katalanen feierten diesen Triumph auch als Sieg über das zentralistische Franco-Spanien. Eine wahre „Cruyffmania“ war die Folge, und er avancierte zum Nationalhelden Kataloniens. Die Fans gaben ihm den Spitznamen El Salvador (Der Erlöser). Am Saisonende gewann Barça erstmals seit 14 Jahren wieder die Meisterschaft, und Cruyff wurde zum dritten Mal mit dem Ballon d’Or als „Europas Fußballer des Jahres“ ausgezeichnet.
In seiner Zeit bei Barcelona erzielte er das sogenannte Phantomtor. Beim Spiel gegen Atlético Madrid sprang Cruyff in die Luft und erzielte mit seiner rechten Ferse (obwohl der Ball schon Nackenhöhe erreichte), ohne den Ball zu sehen, das Tor.
Doch dieser Höhenflug war nicht von Dauer. Zwar wurde Cruyff mit Johan Neeskens sein kongenialer Partner aus den Ajax-Tagen zur Seite gestellt, doch eine weitere Meisterschaft konnten die beiden nicht mehr erringen. Das wiedererstarkte Real Madrid gewann erneut die Vorherrschaft im spanischen Vereinsfußball, und Cruyff musste sich mit drei Vizemeisterschaften begnügen. Als zur Saison 1975/76 Hennes Weisweiler neuer Trainer wurde, geriet er immer wieder mit Cruyff aneinander. Der Deutsche duldete neben sich keinen weiteren Star und hielt Cruyff vor, in Auswärtsspielen zu wenig für die Defensive zu tun, weshalb er ihn auf die Bank verbannte. Nach der Meistersaison hatte es der Star lockerer angehen lassen, weniger trainiert und mehr geraucht, doch die Fans schlugen sich auf seine Seite, und am Ende musste Weisweiler gehen. Auf Cruyffs Druck hin kehrte Rinus Michels auf die Trainerbank zurück. 1978 gewann der eigenwillige Niederländer mit dem FC Barcelona den Pokal (Copa del Rey) und erklärte danach überraschend seinen Rücktritt vom aktiven Sport.
Am 28. Mai 1978 wurde im Camp Nou Cruyffs Abschiedsspiel bestritten. Er spielte jeweils eine Halbzeit für Ajax Amsterdam und den FC Barcelona. Ein weiteres Abschiedsspiel zwischen Ajax Amsterdam und dem FC Bayern München am 7. November 1978 wurde für die Fußballgeschichte zu einer Anekdote und für die Holländer zum Debakel. Die Bayern, die sich von den Gastgebern schlecht behandelt fühlten, waren hochmotiviert und gewannen die eigentlich als Freundschaftsspiel gedachte Partie mit 8:0.

### Los Angeles Aztecs und Washington Diplomats (1979 bis 1981)
Wie aus dem Nichts tauchte Cruyff Anfang 1979 wieder auf der Fußballbühne auf, als er einen gut dotierten Vertrag bei den Los Angeles Aztecs unterschrieb. Damit folgte Cruyff Altstars wie Franz Beckenbauer, Gerd Müller, Giorgio Chinaglia oder George Best in die nordamerikanische Profiliga NASL, die jedoch als „Operettenliga“ verschrien war. Hier wurde er zum „NASL Player of the Year“ gewählt, und nach einem Jahr Los Angeles spielte er eine weitere Saison für die Washington Diplomats.

### UD Levante (1981)
Bald gerieten die Diplomats in finanzielle Schwierigkeiten, weshalb der geschäftstüchtige Cruyff es vorzog, nach Europa zurückzukehren. Nachdem sich ein Engagement beim englischen Erstligisten Leicester City zerschlagen hatte, wechselte er stattdessen im Januar 1981 zu UD Levante (Segunda División). Doch Verletzungen und Unstimmigkeiten mit der Vereinsführung führten dazu, dass der inzwischen 34-Jährige lediglich zehn Partien absolvierte. Als der Klub den Aufstieg verpasste, war er nicht mehr in der Lage, das hohe Gehalt für seinen Star aufzubringen, und ließ ihn im Sommer 1981 wieder ziehen.

### Ajax Amsterdam (1981 bis 1983)

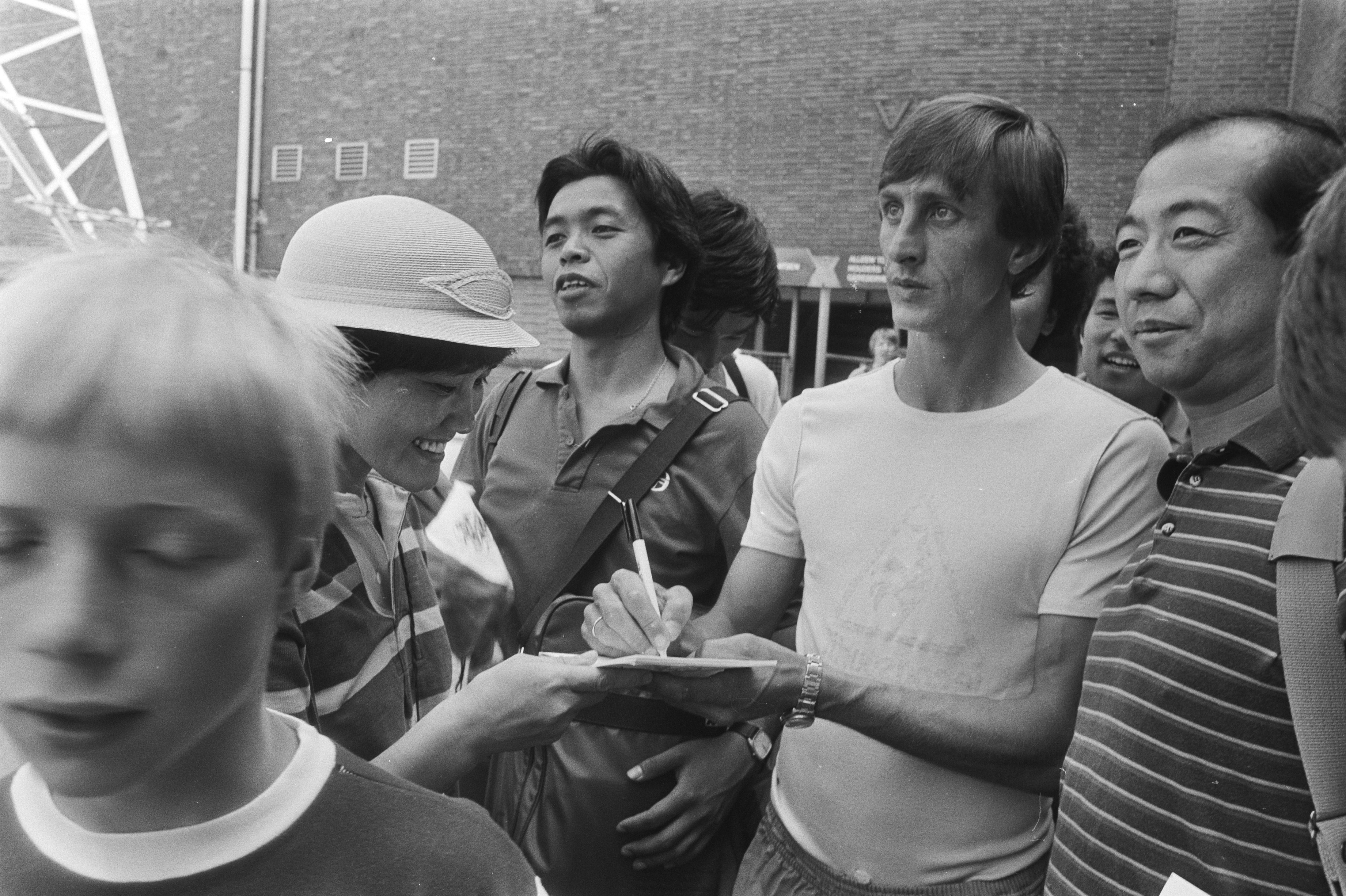
Johan Cruyff mit Fans (1982)

Zum zweiten Mal schien es so, als sei die Karriere Johan Cruyffs beendet. Erst recht, als er am 30. November 1981 bei Ajax Amsterdam als „Technischer Berater“ von Trainer Leo Beenhakker vorgestellt wurde. Die Fußballwelt rechnete jedoch damit, dass er bald auch als Spieler das rot-weiße Trikot der Ajaciden überstreifen würde. Am 6. Dezember 1981 kehrte er zurück. Beim 4:1-Sieg über den HFC Haarlem gelang ihm gleich ein Treffer. Als routinierter Spielmacher führte er die Mannschaft zurück an die Ligaspitze, gewann 1982 den Meistertitel, 1983 sogar das „Double“. Als die Vereinsführung beschloss, dem inzwischen 36-Jährigen keinen neuen Vertrag mehr anzubieten, zeigte sich Cruyff enttäuscht und zog zum Erzrivalen Feyenoord Rotterdam weiter.

### Feyenoord Rotterdam (1983/84)
Bei Feyenoord erreichte Cruyff zum Ende seiner Karriere noch einmal eine erstaunliche Topform und spielte eine überragende Saison, die mit Meisterschaft und Pokal gekrönt wurde. Als Ausdruck seiner Leistungen wurde er mit dem Titel Fußballer des Jahres der Niederlande geehrt. Als Mittelfeldregisseur hatte er die Mannschaft hervorragend geführt und Nachwuchstalente wie Ruud Gullit unterstützt.
Am 13. Mai 1984 beendete er mit der Partie gegen PEC Zwolle endgültig seine Karriere.

## Karriere in der Nationalmannschaft

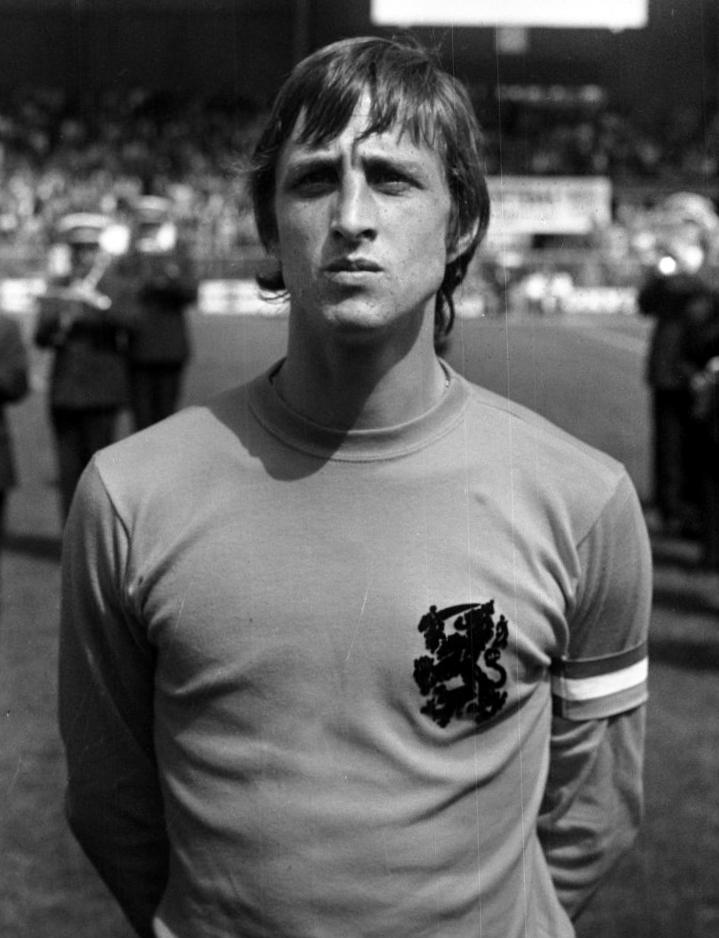
Johan Cruyff als Kapitän der Elftal (1974)

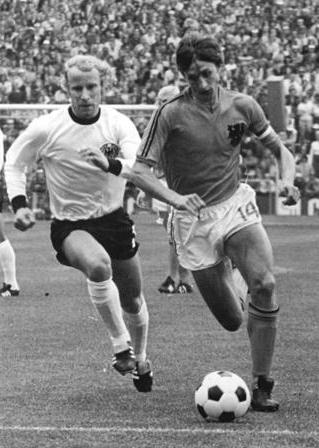
Cruyff (rechts) im Finale der WM 1974 gegen Berti Vogts

Cruyffs Länderspielkarriere begann am 7. September 1966. Im EM-Qualifikationsspiel in Rotterdam gegen Ungarn endete die Partie 2:2. Gleich in seinem zweiten Länderspiel wurde ihm seine impulsive Spielweise zum Verhängnis, als ihn der DDR-Schiedsrichter Rudi Glöckner im Spiel gegen die ČSSR nach 76 Minuten vom Platz stellte; damit war er der erste niederländische Spieler, der in einem Länderspiel des Feldes verwiesen wurde. Nach einjähriger Sperre durch den Verband durfte er erst am 13. September 1967 wieder mitwirken.
Cruyff war ein harter Kritiker des Verbandes KNVB, dem er vorwarf, aufgrund fehlender Professionalität seit 1938 an keiner Weltmeisterschaft mehr teilgenommen zu haben. Ihn störte die Zweitklassigkeit der Nationalmannschaft. Doch auch die Qualifikation zur Weltmeisterschaft 1970 wurde nicht geschafft.
Erst vier Jahre später qualifizierte sich die Elftal zur WM-Endrunde 1974 in Deutschland. Cruyff führte die Mannschaft als Kapitän in die Endrunde, und als Rinus Michels kurz vor Turnierbeginn „Oranje“ übernahm, waren die Hoffnungen der Landsleute groß. Nun hielt auch in der Nationalmannschaft der Voetbal Totaal Einzug und die Spieler, die nicht von Ajax Amsterdam kamen, mussten sich mit dem System vertraut machen. Die Vorrunde wurde problemlos als Gruppensieger beendet, und die starken Niederländer zählten danach zum Favoritenkreis auf den WM-Titel. In der zweiten Finalrunde erreichten Oranje und Johan Cruyff wohl den Zenit ihres Könnens. Argentinien wurde mit 4:0 besiegt (zwei Cruyff-Tore), die DDR mit 2:0 und sogar Titelverteidiger Brasilien mit 2:0 (ein Cruyff-Tor) in seine Schranken gewiesen. Die Fußballwelt war von der spielerischen Leichtigkeit dieser Siege begeistert und schwärmte vom Voetbal Totaal. Die Niederlande standen im Finale, wo sie als klarer Favorit gegenüber der DFB-Mannschaft galten. Nach der 1:0-Führung gewann jedoch das bundesdeutsche Team mit 2:1 und wurde Weltmeister. Cruyff selbst hatte den Elfmeter zur Führung herausgeholt, doch in der zweiten Halbzeit wurde er von Manndecker Berti Vogts nahezu ausgeschaltet.
Zwischen 1974 und 1976 spielte die Niederlande erfolgreich in der Qualifikation zur Europameisterschaft 1976, an der vier Teams teilnahmen. Man verlor das Halbfinale gegen die Tschechoslowakei, gewann jedoch gegen Gastgeber Jugoslawien das Spiel um den Dritten Platz.
Sein letztes Länderspiel absolvierte er am 26. Oktober 1977 in Amsterdam im WM-Qualifikationsspiel gegen Belgien (1:0). Nachdem er seine Länderspiel-Karriere schon beendet hatte, wollte ihn der kurz vor der WM 1978 in Argentinien vom niederländischen Fußballverband engagierte Ernst Happel zu einem Comeback bei der WM überreden, jedoch ohne Erfolg. Die genauen Gründe hierfür sind bis heute nicht bekannt. Im Frühjahr 2008 gab Cruyff in einem Interview an, er habe wegen eines Entführungsversuchs, bei dem er und seine Familie mit Waffen bedroht worden seien, auf die WM verzichtet.
Insgesamt bestritt Johan Cruyff 48 Länderspiele, in denen er 33 Tore erzielte und seine Mannschaft 33-mal als Kapitän auf das Spielfeld führte.
Er lief außerdem zweimal für die katalanische Fußballauswahl auf; dabei gelangen ihm aber keine Treffer.

## Titel, Erfolge und Auszeichnungen als Spieler

### Verein
- Niederländische Meisterschaft (9): 1965/66, 1966/67, 1967/68, 1969/70, 1971/72, 1972/73, 1981/82, 1982/83,  1983/84
- Niederländischer Pokal (6): 1966/67, 1969/70, 1970/71, 1971/72, 1982/83, 1983/84
- Intertoto-Cup (1): 1968
- Europapokal der Landesmeister (3): 1971, 1972, 1973
- Europäischer Supercup (2): 1972, 1973
- Weltpokal (1): 1972
- Spanische Meisterschaft (1): 1973/74
- Spanischer Pokal (1): 1977/78

### Nationalmannschaft
- Weltmeisterschaft: 2. Platz 1974
- Europameisterschaft: 3. Platz 1976

### Individuelle Auszeichnungen
- Europas Fußballer des 20. Jahrhunderts (1999)
- FIFA 100
- 2. Platz bei der Wahl des Ballon d’Or Dream Teams (Mittelstürmer)
- Torschützenkönig der Niederlande (2): 1966/67 (33 Tore), 1971/72 (25 Tore)
- Ballon d’Or („Europas Fußballer des Jahres“; 3): 1971, 1973, 1974
- Fußballer des Jahres der Niederlande (1): 1984
- Bester ausländischer Spieler Spaniens (2): 1977, 1978
- NASL Player of the Year (1): 1979

## Saisonstatistik
| Verein               | Liga             | Saison          | Liga   | Liga | Pokal  | Pokal | Europapokal | Europapokal | Andere | Andere | Gesamt | Gesamt |
| Verein               | Liga             | Saison          | Spiele | Tore | Spiele | Tore  | Spiele      | Tore        | Spiele | Tore   | Spiele | Tore   |
| -------------------- | ---------------- | --------------- | ------ | ---- | ------ | ----- | ----------- | ----------- | ------ | ------ | ------ | ------ |
| Ajax Amsterdam       | Eredivisie       | 1964/65         | 10     | 4    | -      | -     | -           | -           | -      | -      | 10     | 4      |
| Ajax Amsterdam       | Eredivisie       | 1965/66         | 19     | 16   | 4      | 9     | -           | -           | -      | -      | 23     | 25     |
| Ajax Amsterdam       | Eredivisie       | 1966/67         | 30     | 33   | 5      | 5     | 6           | 3           | -      | -      | 41     | 41     |
| Ajax Amsterdam       | Eredivisie       | 1967/68         | 33     | 25   | 5      | 6     | 2           | 1           | -      | -      | 40     | 32     |
| Ajax Amsterdam       | Eredivisie       | 1968/69         | 29     | 24   | 3      | 3     | 10          | 6           | -      | -      | 42     | 33     |
| Ajax Amsterdam       | Eredivisie       | 1969/70         | 33     | 23   | 5      | 6     | 8           | 4           | -      | -      | 46     | 33     |
| Ajax Amsterdam       | Eredivisie       | 1970/71         | 25     | 21   | 6      | 5     | 6           | 1           | -      | -      | 37     | 27     |
| Ajax Amsterdam       | Eredivisie       | 1971/72         | 32     | 25   | 4      | 3     | 9           | 5           | -      | -      | 45     | 33     |
| Ajax Amsterdam       | Eredivisie       | 1972/73         | 26     | 16   | -      | -     | 6           | 3           | -      | -      | 32     | 19     |
| Ajax Amsterdam       | Eredivisie       | 1973/74         | 2      | 3    | -      | -     | -           | -           | -      | -      | 2      | 3      |
| Gesamt               | Gesamt           | Gesamt          | 239    | 190  | 32     | 37    | 47          | 23          | -      | -      | 318    | 250    |
| FC Barcelona         | Primera División | 1973/74         | 26     | 16   | 12     | 8     | -           | -           | -      | -      | 38     | 24     |
| FC Barcelona         | Primera División | 1974/75         | 30     | 7    | 12     | 7     | 8           | 0           | -      | -      | 50     | 14     |
| FC Barcelona         | Primera División | 1975/76         | 20     | 6    | 10     | 3     | 9           | 2           | -      | -      | 39     | 11     |
| FC Barcelona         | Primera División | 1976/77         | 30     | 14   | 9      | 6     | 7           | 5           | -      | -      | 46     | 25     |
| FC Barcelona         | Primera División | 1977/78         | 28     | 5    | 7      | 1     | 10          | 5           | -      | -      | 46     | 11     |
| Gesamt               | Gesamt           | Gesamt          | 143    | 48   | 50     | 25    | 34          | 12          | -      | -      | 227    | 85     |
| Los Angeles Aztecs   | NASL             | 1979            | 27     | 14   | -      | -     | -           | -           | -      | -      | 27     | 14     |
| Gesamt               | Gesamt           | Gesamt          | 27     | 14   | -      | -     | -           | -           | -      | -      | 27     | 14     |
| Washington Diplomats | NASL             | 1980            | 27     | 10   | -      | -     | -           | -           | -      | -      | 27     | 10     |
| Gesamt               | Gesamt           | Gesamt          | 27     | 10   | -      | -     | -           | -           | -      | -      | 27     | 10     |
| UD Levante           | Segunda División | 1980/81         | 10     | 2    | -      | -     | -           | -           | -      | -      | 10     | 2      |
| Gesamt               | Gesamt           | Gesamt          | 10     | 2    | -      | -     | -           | -           | -      | -      | 10     | 2      |
| Washington Diplomats | NASL             | 1981            | 5      | 2    | -      | -     | -           | -           | -      | -      | 5      | 2      |
| Gesamt               | Gesamt           | Gesamt          | 32     | 12   | -      | -     | -           | -           | -      | -      | 32     | 12     |
| Ajax Amsterdam       | Eredivisie       | 1981/82         | 15     | 7    | 1      | 0     | -           | -           | -      | -      | 16     | 7      |
| Ajax Amsterdam       | Eredivisie       | 1982/83         | 21     | 7    | 7      | 2     | 2           | 0           | -      | -      | 30     | 9      |
| Gesamt               | Gesamt           | Gesamt          | 275    | 204  | 40     | 39    | 49          | 23          | -      | -      | 364    | 266    |
| Feyenoord Rotterdam  | Eredivisie       | 1983/84         | 33     | 11   | 7      | 1     | 4           | 1           | -      | -      | 44     | 13     |
| Gesamt               | Gesamt           | Gesamt          | 33     | 11   | 7      | 1     | 4           | 1           | -      | -      | 44     | 13     |
| Karriere Gesamt      | Karriere Gesamt  | Karriere Gesamt | 520    | 291  | 97     | 65    | 87          | 36          | -      | -      | 704    | 395    |

| Nationalmannschaft | Nationalmannschaft | Nationalmannschaft |
| Jahr               | Spiele             | Tore               |
| ------------------ | ------------------ | ------------------ |
| 1966               | 2                  | 1                  |
| 1967               | 3                  | 1                  |
| 1968               | 1                  | -                  |
| 1969               | 3                  | 1                  |
| 1970               | 2                  | 2                  |
| 1971               | 4                  | 6                  |
| 1972               | 5                  | 5                  |
| 1973               | 6                  | 6                  |
| 1974               | 12                 | 8                  |
| 1975               | 2                  | -                  |
| 1976               | 4                  | 2                  |
| 1977               | 4                  | 1                  |
| Gesamt             | 48                 | 33                 |

## Karriere als Trainer

### Ajax Amsterdam (1985 bis 1988)
Im Sommer 1985 beerbte Cruyff seinen Mentor Rinus Michels und übernahm als „Technischer Direktor“ den Trainerposten bei Ajax Amsterdam. Dabei entwickelte er die taktische Ausrichtung, die heute noch als „Ajax-System“ propagiert wird und als Weiterentwicklung des Voetbal Totaal gilt. So ließ er im 4-3-3-System spielen, forderte hohen Ballbesitz sowie exzellente technische Voraussetzungen. Konsequent wurde offensiver Fußball gespielt. Daneben verstand es Cruyff, junge Spieler aus der Jugend in den Profikader einzubauen. Unter seiner Ägide wurden Talente wie Marco van Basten, Frank Rijkaard, Rob Witschge oder Dennis Bergkamp zu Nationalspielern. 1986 und 1987 gewann er mit der Mannschaft jeweils den KNVB-Pokal, in der Meisterschaft scheiterte er jeweils knapp. 1987 feierte er mit dem Gewinn des Europapokals der Pokalsieger (1:0 gegen den 1. FC Lokomotive Leipzig) den ersten internationalen Triumph des Vereins seit 14 Jahren.

### FC Barcelona (1988 bis 1996)
Nach zehn Jahren Abwesenheit kehrte El Salvador 1988 nach Barcelona zurück und übernahm den Trainerposten. Die ersten zwei Jahre seiner Tätigkeit widmete Cruyff der Neuordnung des Verhältnisses zwischen Vereinsführung und sportlicher Leitung, der Durchsetzung seiner taktischen Visionen und dem Aufbau einer personellen Architektur, die seine Fußballphilosophie umsetzen konnte. Daneben modernisierte er Barças Nachwuchssystem La Masia und sorgte dafür, dass die Jugendakademie zu einer nie versiegenden Quelle talentierter Nachwuchsspieler wurde – einem Umstand, von dem der Klub bis heute profitiert.
Zunächst gestaltete Cruyff den Kader nach seinen Vorstellungen um, sortierte die Stars Bernd Schuster und Gary Lineker aus. Stattdessen setzte er auf eine Mischung aus Talenten von La Masia (z. B. Pep Guardiola, Albert Ferrer, Jordi Cruyff) sowie den jungen Stars Ronald Koeman, Michael Laudrup und Hristo Stoitchkov. 1990 war der Umbau komplett, es stellten sich die erhofften Erfolge ein, und Johan Cruyff avancierte zum bis dahin erfolgreichsten Barça-Trainer. 1989 wurde der Europapokal der Pokalsieger nach Katalonien geholt (2:0 gegen Sampdoria Genua). Von 1991 bis 1994 wurde die Mannschaft viermal in Folge Meister, und 1992 gewann der Klub erstmals in seiner Geschichte den Europapokal der Landesmeister (1:0 gegen Sampdoria Genua). Ganz Europa schwärmte von diesem „Dream Team“, das als spielerisch stärkste Mannschaft der Welt galt. Damit hatte Cruyff das Vorurteil widerlegt, große Spieler könnten keine großen Trainer werden.
Das Ende des „Dream Teams“ setzte 1994 ein, als die Mannschaft im Finale der Champions League vom AC Mailand mit 0:4 deklassiert wurde. Cruyff erkannte, dass die Mannschaft ihren Zenit überschritten hatte, trennte sich von einigen Spielern (Hristo Stoitchkov, Andoni Zubizarreta, Michael Laudrup) und wollte eine neue Elf aufbauen. Doch auch das Verhältnis zum eigenwilligen Präsidenten Josep Lluís Núñez war gestört, da dieser sich zunehmend in Cruyffs Transferaktivitäten einmischte. Am 18. Mai 1996 kam es zu einem Treffen zwischen Cruyff und Vizepräsident Joan Gaspart, das mit der sofortigen Suspendierung des Trainers endete.

### Katalonien (2009 bis 2013)
Anfang November 2009 gab der katalanische Fußballverband FCF (Federació Catalana de Futbol) die Verpflichtung Cruyffs für die Nationalmannschaft Kataloniens bekannt, die jedoch nicht von der FIFA anerkannt wurde, sodass er lediglich Freundschaftsspiele bestreiten konnte.

## Titel, Erfolge und Auszeichnungen als Trainer

### Ajax Amsterdam
- Niederländischer Pokalsieger (2): 1986, 1987
- Europapokalsieger der Pokalsieger (1): 1987

### FC Barcelona
- Spanischer Meister (4): 1990/91, 1991/92, 1992/93, 1993/94
- Spanischer Pokalsieger (1): 1990
- Europapokal der Landesmeister (1): 1992
- UEFA-Supercup-Sieger (1): 1992
- Europapokalsieger der Pokalsieger (1): 1989

## Karriere als Funktionär und Berater

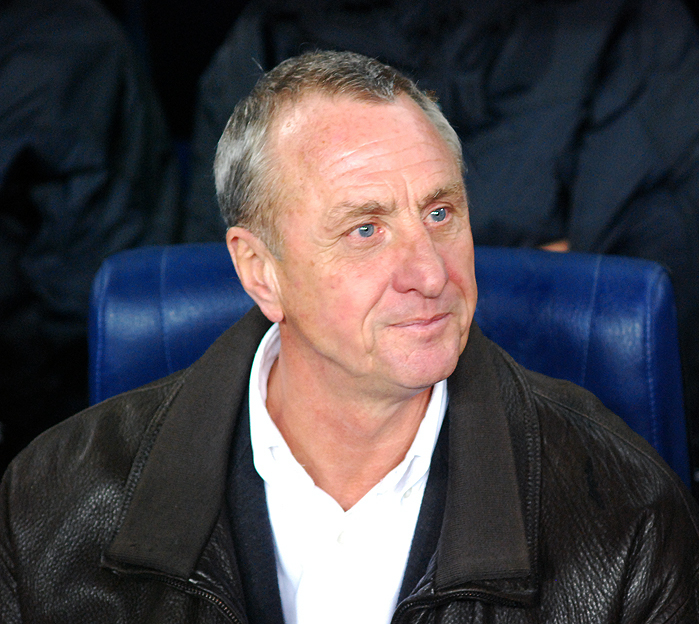
Johan Cruyff (2009)

### Ajax Amsterdam
Im Jahr 2008 gab Ajax die Rückkehr Johan Cruyffs zum Klub bekannt, wo er als neuer starker Mann den Neuaufbau des kriselnden Rekordmeisters voranbringen sollte. Als eine seiner ersten Handlungen half er mit, seinen früheren Schüler Marco van Basten als neuen Cheftrainer an die Amstel zu holen. Einen offiziellen Posten als Manager oder Sportdirektor lehnte Cruyff aber ab. Nachdem van Basten die Geschwindigkeit, mit der er die Jugendabteilung umgestalten wollte, zu schnell war, beendete Cruyff die Beratertätigkeit wieder. Im Juni 2011 kehrte er als für sportliche Belange zuständiger Aufsichtsrat zu Ajax zurück. Er holte viele früher erfolgreiche Fußballer in verschiedene Positionen zurück, insbesondere in den Trainerstab der Fußballschule. Cruyff genoss die Unterstützung der Fans und des Trainerstabs, mit anderen Ajax-Funktionären kam es jedoch immer wieder zu Spannungen. Als seine Aufsichtsratskollegen Cruyff übergingen und Louis van Gaal zum Geschäftsführer bestellen wollten, führte das gegen Ende 2011 zur Eskalation und endete im Februar 2012 mit dem Rücktritt des gesamten Aufsichtsrates, des Interimsgeschäftsführers Martin Sturkenboom sowie des Sportdirektors Danny Blind.

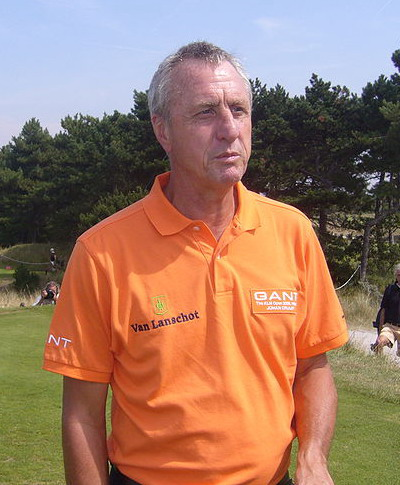
Johan Cruyff (2009)

### FC Barcelona
Im März 2010 gab die Klubführung des FC Barcelona unter dem scheidenden Präsidenten Joan Laporta die Ernennung Johan Cruyffs zum Ehrenpräsidenten des katalanischen Vereins bekannt. Nach der Wahl von Sandro Rosell zum Nachfolger Laportas widerrief dieser jedoch im Juli 2010 die Ernennung und machte Schwierigkeiten mit den Vereinsstatuten geltend, die kein derartiges Amt vorsähen. Stattdessen müssten die socios des Vereins erst über eine Schaffung des Amtes und danach über die Ernennung Cruyffs abstimmen. Cruyff nannte das Vorgehen „einen Zirkus“ und verzichtete dankend. 2011 kritisierte er, dass der FC Barcelona die früher geltenden Prinzipien nicht mehr respektiere. Es wurde Trikot-Sponsoring eingeführt, und die lokale Verwurzelung in Katalonien werde vernachlässigt. Auch Vertragstreue und ehrliche Kommunikation seien verloren gegangen, damit werde die emotionale Bindung zum Verein gefährdet. Als Beispiel führte Cruyff eine von ihm gegründete Stiftung in Katalonien an, die trotz eines laut Cruyff gültigen Vertrags keine Unterstützung vom FC Barcelona mehr erhielt. Cruyff verband jedoch weiterhin eine langjährige Freundschaft mit Pep Guardiola.

### Deportivo Guadalajara
Im Februar 2012 unterschrieb Cruyff einen Dreijahresvertrag als sportlicher Berater beim mexikanischen Verein Deportivo Guadalajara. Doch bereits gut 9 Monate später wurde der Vertrag vom Vereinspräsidenten Jorge Vergara vorzeitig aufgelöst, weil Cruyff die in ihn gesetzten Erwartungen nicht erfüllt habe.

## Biographie
Hendrik Johannes Cruijff wurde am 25. April 1947 als Sohn des Gemüsehändlers Cornelis Cruijff und dessen Ehefrau Petronella Bernarda Draaijer in Amsterdam geboren. Aufgewachsen ist „Johan“ in der Siedlung Betondorp im Osten der Stadt. Als sein Vater 1959 an einem Herzinfarkt starb, musste die Mutter den Gemüseladen schließen und fand schließlich eine neue Anstellung als Putz- und Kantinenfrau von Ajax Amsterdam. Cruijff brach die Schule trotz harscher Kritik seiner Mutter mit dreizehn Jahren ab. Er heiratete am 2. Dezember 1968 Danny Coster; die Ehe hielt bis zu seinem Tod und galt als glücklich. Das Paar bekam drei Kinder, darunter den Fußballer Jordi Cruyff. Dieser wurde nach dem Schutzpatron Kataloniens benannt. Diese katalanisierte Namensgebung war im damaligen Franco-Spanien verboten, doch Cruyff setzte sich über die behördlichen Anordnungen hinweg und ließ den Namen in den Niederlanden eintragen. Diese offene Auflehnung trug zu seinem Kultstatus in Katalonien und zur Verehrung als El Salvador bei. Später spielte Jordi unter seinem Vater beim FC Barcelona. 1969 erreichte Johan Cruyff Platz 21 der niederländischen Hitparade mit Oei oei oei (Dat was me weer een loei) des Produzenten Peter Koelewijn.
1996 wurde der niederländische Supercup (Spiel zwischen Meister und Pokalsieger vor Saisonbeginn) nach Johan Cruyff benannt und trägt den Namen Johan-Cruyff-Schale (Johan Cruijff Schaal). 1999 wurde er zum „Ritter der Ehrenlegion“ ernannt. Zu Ehren von Johan Cruyff wird der Johan Cruijff Prijs seit 2003 jährlich für den besten niederländischen Nachwuchsfußballer vergeben. Zu Ehren seines 60. Geburtstages am 25. April 2007 hatte sein ehemaliger Verein Ajax Amsterdam angekündigt, künftig die Rückennummer 14 nicht mehr zu vergeben. 2010 wurde der Asteroid (14282) Cruijff nach ihm benannt.
Schon als Jugendlicher war Johan Cruyff Kettenraucher (zeitweise 80 Zigaretten pro Tag) – ein Laster, das er auch als Profi nicht aufgab. Er soll während der Halbzeitpausen geraucht haben. Im Februar 1991 erlitt er einen Herzinfarkt und hatte eine Bypass-Operation. Danach stellte er das Rauchen ein und beteiligte sich an Anti-Raucher-Kampagnen.
Im Oktober 2015 wurde bekannt, dass Cruyff an Lungenkrebs erkrankt war. An dessen Folgen starb er am 24. März 2016 im Alter von 68 Jahren. In den Tagen und Wochen danach wurden seine Leistungen weltweit gewürdigt. Bei den Länderspielen Ende März wurde in sämtlichen Stadien eine Gedenkminute eingelegt – teilweise in der 14. Spielminute als Referenz an seine Rückennummer als Spieler. Das Fachblatt France Football widmete ihm ein 42-seitiges „Spécial“. Franz Beckenbauer sagte einst über Johan Cruyff: „Johan war der bessere Spieler, aber ich bin Weltmeister.“ Seit der Saison 2018/19 trägt die Johan-Cruyff-Arena (vormals Amsterdam Arena), Spielstätte von Ajax Amsterdam, seinen Namen. Der FC Barcelona benannte das Estadi Johan Cruyff, in dem Nachwuchsmannschaften und die Frauenmannschaft seit August 2019 ihre Heimspiele austragen, nach Johan Cruyff.

## Musik
Das Werk Un Momento Dado von 2020 des niederländischen Komponisten Johan de Meij ist eine Ode auf das Leben und Wirken Cruyffs.